# Promartynovia venicosta
Promartynovia venicosta là một loài côn trùng trong họ Permelcanidae thuộc bộ Orthoptera. Loài này được Tillyard miêu tả năm 1937.